# Râul Petac
Râul Petac sau Râul Petacu este un curs de apă, afluent al râului Demăcușa.

## Hărți
- Harta județului Suceava